# 中間雙鬚鯰
中間油雙鬚鯰，為輻鰭魚綱鯰形目二鬚鯰科的其中一種，為溫帶淡水魚，分布於南美洲阿根廷Chubut與Senguer河流域，體長可達16.8公分，棲息在底層水域，生活習性不明。